# Protipapež Feliks II.
Feliks II., rimski škof in protipapež rimskokatoliške Cerkve, * okrog 300 Rim (Italija, Rimsko cesarstvo); † 365 Ceri (Cerveteri, Rim, Rimsko cesarstvo).

## Življenjepis

### Spori papeža Liberija s cesarjem Konstancijem
Pontifikat tega Rimljana je v celoti označen s spori okoli arijanstva. Tudi zahod skupaj z Rimom je vse bolj občutil brutalno, arianizmu naklonjeno državno politiko cesarja Konstancija (353-361). Liberij, blaga duša, pravo nasprotje svojega predhodnika Julija, se je zavzemal za pravovernega škofa Atanazija in je želel sklicati koncil v Ogleju. Vendar je cesar izsilil sinodi v Arlesu (353) in Milanu (355), ki sta obsodili Atanazijev nauk. Papežev odposlanec Vincencij je sicer te sinodalne odloke tudi podpisal, vendar Liberij ni hotel potrditi in je svoje nasprotovanje pisno sporočil cesarju, ki ga je ob koncu 335 poslal v pregnanstvo v Berejo.v Trakiji, v Rimu pa postavil arhidiakona Feliksa za protipapeža Feliksa II. Pod cesarjevim pritiskom je papež Liberij podpisal precej nejasen obrazec veroizpovedi, kot ga je izdelala sinoda v Sirmiju (Sremska Mitrovica) leta 351, pač pa je zavrnil arijanski obrazec veroizpovedi sirmijske sinode 357. Naslednje leto je v Sirmiju spet zasedala sinoda in izdelala nov obrazec veroizpovedi, ki ga je podpisal tudi Liberij z dodatkom, da je Sin »v vsem podoben« Očetu. Zdaj mu je cesar dovolil, da se vrne v Rim, protipapeža Feliksa pa so izgnali iz mesta.

### Rimljani so podpirali Liberija
Ko je cesar Konstancij izgnal pravega papeža Liberija, so Rimljani prisegli, da za časa Liberijevega življenja ne bodo priznali razen njega nobenega drugega rimskega škofa. Arhidiakon Feliks in ljudstvo, ki so občudovali Liberijevo stanovitnost v izgnanstvu, so bili složni v sklepu, da ne bo nihče prestopil praga v tisti cerkvi, v kateri bo maševal Feliks. Vendar pa se je dal kmalu pregovoriti z lepimi obljubami; tako so že po nekaj mesecih po tem v navzočnosti cesarja Konstancija in treh skopljencev v cesarski rimski  palači trije arijanski  škofje posvetili istega rimskega arhidiakona Feliksa za rimskega škofa in protipapeža.
Pod hudim pritiskom in grožnjami s smrtjo je v izgnanstvu zakoniti papež baje podpisal tretjo od cesarja vsiljeno in dokaj nejasno veroizpoved, ki ni bila ravno krivoverska; tedaj se je smel vrniti v Rim.  Zgodovinski viri pa tega ne morejo potrditi. Govorice o tem, da je s tem Liberij zapadel v krivoverje in da je bil torej Feliks II. junak in mučenec, so se pojavile šele v 6. stoletju, ko so nastala Feliksova apokrifna mučeniška dejanja kakor tudi poznejši dodatki v Liber Pontificalisu.
Rimska duhovščina in ljudstvo, ki nikoli ni zapadlo v arijanstvo, je Liberija ob vrnitvi iz izgnanstva 358 sprejelo z navdušenimi vzkliki: »En Bog, en Kristus, en škof«. Ko so takrat cesarjevi glasniki prebrali ukaz, da morata v Rimu skupaj vladati Liberij in Feliks, se je ljudstvo temu posmehovalo. Cesar je nato določil, da se morajo zaradi pomiritve spora zahodni škofje zbrati v Ariminiumu (Rimini, Italija), vzhodni pa v Seleukiji (mesto Seleukija, danes v Iraku) leta 359, je Liberij sklical v Rimu sinodo, kjer so zahodni škofje izglasovali, da nikakor ne bodo odstopili od nicejskih odlokov; Arija so izobčili, sirmijsko veroizpoved pa zavrnili. Zato je moral Liberij zopet začasno zbežati iz Rima in se je Feliks zopet poskusil polastiti škofovskega sedeža, vendar ga je rimsko ljudstvo in senat uspešno pregnalo. 

## Smrt in češčenje
Ko se je Liberij končno za stalno vrnil v Rim, se je Feliks umaknil na posestvo svojega prijatelja na Via Aureliana. Po Felicijevem katalogu so ga »na Konstancijevo zapoved leta 365, kot velikokrat prekrščenega heretika, obglavili.« Feliks je namreč v Cerkev sprejemal tudi arijance. Umrl pa je 22. novembra 365 v Ceri (Cerveteri, Rim, od koder se je zaman poskusil zopet vrniti v Rim.
V novejšem času so našli sarkofag z napisom: »Corpus s. Felicis papae et martyris, qui condemnavit Constantium«. Nekateri viri zatorej štejejo Feliksa II. kot 37. papeža in ga prištevajo med mučence. 
Njegov god je bil do koncila 29. julija, po koncilu pa je neobvezni spomin 22. julija.

### Ocena
- Nekateri viri imajo torej Feliksa za protipapeža, drugi pa za pravega papeža. Sedanji Rimski katalog ga uvršča med protipapeže. Zmeda je nastala zaradi tega, ker so ga najbrž zamenjali za Feliksa, ki sicer ni bil papež, bil pa je mučenec in goduje 29. julija. [7]
- Nekateri viri menijo, da je papež Liberij zapadel v herezijo in da so zato nekateri izvolili protipapeža, vendar za Liberijev odpad od katoliške vere ni zgodovinskih dokazov. Res pa je prav nasprotno, da so Feliksa postvetili arijanski škofje na pritisk arijanskega cesarja, čeprav je znano, da se je sam Feliks boril zoper arijanstvo.[5]
- Ko se je Feliks umaknil, je dal zgraditi iz svojih dohodkov baziliko, za katero pa se ne ve mesto in živel pobožno do svoje mučeniške smrti.[8]